# Темељи вечности
Темељи вечности (енгл. A Column of Fire) је историјски роман британског писца Кена Фолета, објављен 17. септембра 2017. године, који представља треће остварење у Кингсбриџ серијалу. Књигу је у Србији објавила издавачка кућа Evro Book 2017. године, у преводу Бобана Јаковљевића.

## Радња
Радња романа је смештена између 1558. и 1605. године; прича прати романсу између Неда Виларда и Марџери Фицџералд, као и политичке интриге краљевских дворова Енглеске, Француске и Шкотске, те често насилне сукобе између присталица протестантске реформације и подржавалаца католичке контрареформације у касном 16. веку.
Као што је приказано у раним поглављима, градом Кингсбриџом управља олигархија богатих трговаца у градском већу; најмоћнија породица држи позицију градоначелника. Радња је фокусирана на три породице, од којих свака представља главну идеолошку поделу у енглеском друштву тог времена. Фицџералдови су верна католичка породица, што им, под католичком краљицом Мери, даје предност у односу на друге и осигурава им позицију градоначелника. Они теже да унапреде свој друштвени положај удајом њихове ћерке Марџери за аристократу са титулом. На супротној страни су тврдокорни пуританци Коблијеви, који тајно обављају протестантске службе − што је изузетно опасан чин под католичком влашћу. Ипак, њихова снажна верска начела их не спречавају да понекад прибегавају прљавим триковима како би преварили конкуренте и запослене, а такође се упуштају у нову уносну област трансатлантске трговине робљем. Између њих су прагматични Виларди − номинално католици под влашћу краљице Мери, али који ће прећи у протестанте када краљица Елизабета дође на власт.
У раним деловима књиге, доминантни Фицџералдови користе свој савез са немилосрдним католичким бискупом Џулијусом како би нанели ударац својим ривалима. Они организују да Филберта Коблија спале као јеретика због одржавања протестантске службе и готово доводе Виларде до банкрота строгим спровођењем закона против зеленаштва (јер су, у пракси, сви трговци узимали камату на позајмице). То приморава Неда Виларда да ступи у службу принцезе (касније краљице) Елизабете, уместо да настави породичну трговачку делатност − што га на крају доводи до положаја краљичиног шефа шпијунаже. Касније, како протестанти стичу превагу, они се свете Фицџералдовима, условљавајући њихову трговачку делатност одрицањем од католичке вере − чиме Роло Фицџералд остаје без посла, постаје католички свештеник у егзилу и умешан у католичке завере против краљице Елизабете под псеудонимом Жан Лангле.
Са двоје главних ликова који напуштају Кингсбриџ и улазе у шире друштвене токове, фокус књиге се мења. За разлику од два претходна романа овог серијала, велики део приче се одвија изван Кингсбриџа, у градовима као што су Лондон, Париз, Севиља, Женева, Антверпен, Шкотска и Кариби, укључујући многе важне ликове који немају директну везу са самим градом. У каснијем делу књиге, Недов нећак Алфонсо обнавља породично богатство Виларда реализујући пројекте које је осмислила његова бака и постаје нови градоначелник, попут свог деде. Ипак, до краја књиге локална питања Кингсбриџа остају секундарна у односу на веће политичке и верске борбе.
Каснији делови књиге фокусирају се на смртоносно надмудривање између католичког завереника Рола Фицџералда, који планира софистициране и опасне завере, и Неда Виларда, краљичиног шефа шпијунаже задуженог за откривање и спречавање тих завера.

## Ликови

### Измишљени
- Нед Вилард − млађи син успешне трговачке породице из Кингсбриџа, толерантни протестант који не жели да ико страда због своје вере.
- Марџери Фицџералд − ћерка градоначелника Кингсбриџа, католкиња чија је оданост раздвојена између њене вере и љубави према Неду Виларду, са којим дели заједничке идеале.
- Роло Фицџералд − Марџерин старији брат, тврдокорни католик. Немилосрдни насилник који породичну част сматра важнијом од појединачних чланова породице.
- Пјер Оманд − амбициозни француски католик ниског порекла и преварант. Како се прича развија, постаје све садистичкији и опаснији.
- Силвија Пало − ћерка париског штампара и књижара, ревносна, али толерантна протестанткиња. Храбра је и жељна да промени свет, спремно се излажући опасности ради своје вере и идеала.
- Алисон Макај − дворска дама и блиска другарица из детињства шкотске краљице Мери. Описана је као католкиња, лепа и до крајности одана, спремна да учини готово све за добробит Мери.
- Барни Вилард − Недов старији брат, трговац који живи са рођацима у Шпанији, толерантни католик. Безбрижан и предузимљив пустолов, живи за узбуђења авантуре, друштво лепих жена и живот морнара.
- Ебрима Дабо − роб код шпанских рођака Вилардових, пореклом из западне Африке. Номинално је католик, али потајно прати традиционална веровања Мандинки. По бекству из Шпаније је ослобођен.
- Алис Вилард − мајка Неда и Барнија, удовица бившег градоначелника Кингсбриџа, успешна трговкиња и толерантна протестанткиња.
- Сер Реџиналд Фицџералд − отац Марџери и Рола, градоначелник Кингсбриџа, осветољубиви католик.
- Барт Ширинг − син ерла од Ширинга, Недов противник за Марџерину руку.
- Свитин, ерл од Ширинга − Бартов отац.
- Бискуп Џулијус − тврдокорни католик који жели да купи приорат Кингсбриџ.
- Филберт Кобли − строги протестантски трговац из Кингсбриџа који тајно обавља забрањене протестантске службе.
- Ден Кобли − Филбертов син, строги протестантски трговац из Кингсбриџа.
- Донал Глостер − бивши запослени Филберта Коблија који покушава да освоји Рут Кобли, Филбертову ћерку. Његов неуспех га је учинио алкохоличарем и подложном манипулацији.
- Џонас Бејкон − капетан Сокола.
- Изабела Пало − Силвијина мајка, протестанткиња.
- Луиза, маркиза од Нима − протестантска аристократкиња, чланица Силвијине конгрегације.
- Карлос Круз − трговац из Севиље, рођак Вилардових, толерантни католик.
- Одета − слушкиња Веронике де Гиз, касније супруга Пјера Оманда.
- Нат − слушкиња Пјера Оманда, протестанткиња.
- Ален де Гиз − пасторак Пјера Оманда, протестант.
- Бела − произвођачица рума са Хиспаниоле.
- Алфонсо Вилард − Белин и Барнијев син, доведен у Енглеске, где касније постаје градоначелник Кингсбриџа.
- Бартлет Ширинг − први син Марџери и званично Барта Ширинга (заправо Свитинов), постаје ерл од Ширинга после Барта.
- Роџер − други син Марџери и званично Барта Ширинга (заправо Недов), постаје представник Кингсбриџа у парламенту и члан Крунског савета након Неда.

### Историјски
- Елизабета I Тјудор − краљица Енглеске, толерантна протестанткиња.
- Том Пари − ризничар краљице Елизабете.
- Сер Вилијам Сесил − саветник краљице Елизабете.
- Франсоа од Гиза − познат по надимку „Ожиљак”, прослављени француски генерал, отац војводе Анрија, ујак шкотске краљице Мери, тврдокорни католик.
- Шарл, кардинал Лорене − шеф шпијунаже, млађи брат војводе Франсое.
- Мери Стјуарт − краљица Шкотске, накратко краљица-супруга Француске, католкиња.
- Анри II Валоа − краљ Француске, супруг Катарине Медичи.
- Катарина Медичи − супруга Анрија II, краљица Француске, мајка тројице будућих краљева, толерантна католкиња.
- Франсоа II Валоа − краљ Француске након смрти свог оца Анрија II, супруг шкотске краљице Мери.
- Сер Франсис Волсингам − шеф тајне службе краљице Елизабете.
- Сер Франсис Трокмортон − завереник против краљице Елизабете.
- Сер Франсис Дрејк − командант енглеске флоте.
- Анри од Гиза − вођа Француске католичке лиге, син војводе Франсое.
- Шарл IX Валоа − краљ Француске након смрти свог старијег брата Франсое II.
- Гаспар II де Колињи − француски адмирал и вођа протестаната.
- Анри III Валоа − краљ Француске након смрти свог старијег брата Шарла IX.
- Маргарета од Валоа − ћерка краља Анрија II, касније удата за Анрија од Наваре.
- Анри од Наваре − престолонаследник Наваре, протестант, касније се жени принцезом Маргаретом како би осигурао мир између католика и протестаната.
- Роберт Сесил − син Вилијама Сесила, саветник краљице Елизабете и краља Џејмса.
- Џејмс I Стјуарт − краљ Шкотске и касније Енглеске, син краљице Мери Стјуарт и лорда Дарнлија.
- Ентони Бабингтон − завереник у Бабингтоновој завери.
- Гилберт Гифорд − шпијун током Бабингтонове завере.
- Гај Фокс − католички завереник у Барутној завери.
- Томас Перси − католички завереник у Барутној завери.

## Историјски догађаји
Роман укључује опсежне приказе неколико важних историјских догађаја из касног 16. и раног 17. века. Фолет генерално прати познате историјске чињенице, али их мења у нужном обиму како би његови измишљени ликови играли значајну улогу:
- Смрт француског краља Анрија II током витешког надметања (1559) − трауматичан догађај који поставља сцену за деценијама дуге Хугенотске ратове.
- Покољ код Васија (1562) − повод за Хугенотске ратове.
- Бекство краљице Мери Стјуарт из заточеништва у замку Лохливен (1568), детаљно описано из перспективе фиктивне Алисон Макај, којој је Фолет доделио улогу различитих стварних дворских дама и слушкиња краљице Мери. Алисон је приказана као она која је након тога снажно, али узалудно, саветовала Мери да не одлази у Енглеску – што је фатална грешка која је довела до много краљичиног дужег заточеништва које је верна Алисон делила до тренутка Мериног погубљења.
- Вартоломејска ноћ (1572), у којој су католици масакрирале хиљаде протестаната у Паризу. Конфликтне интерпретације овог катастрофалног догађаја биле су актуелна у то време и још увек се расправљају међу савременим историчарима – неки је сматрају ненамерним кулминацијом растућих верских тензија, док други наводе да је била резултат пажљиво испланиране макијавелистичке стратегије. У другом случају, одговорност за планирање масакра различито се приписује породици Де Гиз, вођама фанатичне Католичке лиге, краљу Шарлу IX и његовој мајци Катарини Медичи, или обома. Фолетова верзија приписује главну одговорност за планирање и иницирање масакра фиктивном Пјеру Оманду – интелигентном, способном и потпуно безосећајном човеку. Он је приказан као неко ко манипулише породицом Де Гиз, краљем, његовом мајком и градоначелником Париза, мобилишући париску милицију под лажним изговорима и затим их наводи да почну са убијањем протестаната, користећи детаљне спискове имена и адреса париских протестаната које је лично саставио током претходних година систематске шпијунаже. У свему томе, Оманд је приказан као човек мотивисан углавном опортунизмом, тражећи да учврсти своју позицију као главни саветник породице Де Гиз, али истовремено користи масакр да садистички изравна неке старе личне рачуне. Протагониста Нед Вилард и Силвија Пало, француска протестанткиња коју воли, добијају закаснело упозорење о предстојећем масакру и успевају да упозоре само неке од угрожених протестаната – уз велики ризик за своје животе.
- Бабингтонова завера (1587), у којој су агенти краљице Елизабете дошли до тајне кореспонденције у којој је шкотска краљица Мери експлицитно пристала на план завереника да убију Елизабету и поставе њу на енглески престо – доказ који је довео до тога да Мери буде погубљена због издаје. Фолет приписује Неду Виларду – који ради у краљичиној тајној служби као заменик Франсиса Волсингама – заслуге за пажљиво откривање завере и застрашивање Гилберта Гифорда да постане двоструки агент и да достави краљичиним агентима писма која су била послата Мери и која је она слала. У стварности, Гифорда је регрутовао Вослингам лично.
- Напад на Кадиз 1587. године − наглашено је да су, осим што су одложили испловљавање Шпанске армаде, енглески разбојници били мотивисани и жељом да опљачкају шпанске бродове (укључујући Фолетовог јунака, капетана Барнија Виларда).
- Шпанска армада (1588), којом је краљ Филип II Шпански покушао да освоји Енглеску. Фолет приписује Неда Виларду два важна доприноса енглеској победи. Прво, много пре тога, Нед разговара са својим братом Барнијем, искусним енглеским морнаром чији је брод имао успеха у поморској бици са шпанским галеоном код Хиспаниоле. На основу тог искуства, Барни верује да Енглеска не би требало да покушава да гради сопствене галеоне, већ да створи флоту састављену од „мањих, покретнијих бродова који би могли да плешу око галеона и униште га топовском ватром”. Нед преноси овај савет краљици, која поступа по њему – и гради бродове који ће на крају победити Армаду. Касније, Нед Вилард креће на опасну шпијунску мисију од Антверпена до Калеа, како би проценио шпанску снагу. Од свог рођака, трговца из Антверпена, Нед сазнаје за брандере који су коришћени против Шпанаца током недавне опсаде Антверпена. На основу тога, Нед саветује енглеске команданте да натоваре топове на брандере послате у луку Калеа, тако да, иако без посаде, почињу да пуцају када их ватра дотакне. Ово се показује као веома важно, јер би у супротном Шпанци можда успели да одвуку енглеске брандере да изгоре безопасно на отвореном мору. Без брандера који би натерали шпанске бродове да се расеју и разбију формацију, исход целе битке могао је да буде другачији. Као што је приказано у причи, ни Нед ни било ко други није свестан пресудне улоге коју је његов савет имао у енглеској победи. У свом приказу Армаде, Фолет очигледно настоји да буде праведан према обе стране, неколико пута наглашавајући да су и Енглези и Шпанци имали храбре борце и веште морнаре.
- Барутна завера (1605), у којој су католички завереници покушали да разнесу Парламент Енглеске и једним ударцем убију недавно крунисаног краља Џејмса I, његове синове Хенрија и Чарлса, као и све његове главне министре и саветнике, те да искористе вакуум у моћи који би уследио да преузму власт. Фолет приписује измишљеном антагонисти романа, чврстом католику Ролу Фицџералду, улогу покретања завере и регрутовања Гаја Фокса да је изврши. Неду Виларду је приписана улога откривања завере и спречавања исте у последњем тренутку. За драмске потребе, Фолет изоставља историјску чињеницу да је барут био оштећен и да можда не би експлодирао. Како је приказано у књизи, он је био потпуно запаљив и завера би се могла успешно извршити, са драстичним последицама по каснију енглеску историју.